# Койтер, Варнер
Варнер Тьярдус Койтер (Warner Tjardus Koiter; 16 июня 1914, Амстердам — 2 сентября 1997, Делфт) — учёный в области механики, профессор прикладной механики Делфтского технического университета в Нидерландах с 1949 по 1979 год.
Член Нидерландской королевской академии наук, иностранный член Национальной инженерной академии США (1977), Французской академии наук (1981), Лондонского королевского общества (1982).

## Биография
Окончил с отличием Технологический университет Делфта в 1936 году, инженер-механик. По окончании работал в голландском Национальном Авиационном научно-исследовательском институте (НБЛ) в Амстердаме. Занимался проверкой лётной годности авиационных конструкций. В 1938 году перешел в патентное ведомство правительства, в 1939 году вошел в руководство Управления гражданской авиации.
Во время Второй мировой войны  работал в НБЛ по своей тематике. Подготовил докторскую диссертацию «Об устойчивости упругого равновесия», которую защитил в Делфте в ноябре 1945 года. Диссертация была написана на голландском языке, так как оккупационные силы разрешили только тезисы на немецком или голландском языках. Как следствие, содержание диссертации стало известно широкой научной общественности только после того, как спустя 15 лет появился её английский перевод NASA.
В 1949 году был назначен профессором прикладной механики в Делфте, в этой должности оставался до своей отставки в 1979 году.

## Награды
- Медаль фон Кармана (1965)
- Медаль Тимошенко (1968).

Почётный доктор университетов Лестера, Глазго, Бохума и Гента.

## Память
В 1996 году Американское общество инженеров-механиков учредило медаль Койтера за достижения в области механики деформируемого твердого тела.